# 鼓楼街道 (六安市)
鼓楼街道，是中华人民共和国安徽省六安市裕安区下辖的一个乡镇级行政单位。

## 行政区划
鼓楼街道下辖以下地区：
东门社区、云露社区、庆安社区、小东街社区、锥子庙社区和大田拐社区。